# Хотан (аэропорт)
Аэропорт Хотан (уйг. خوتەن ئايرودروم‎, кит. упр. 和田机场, пиньинь Hétián Jīchǎng) (ИАТА: HTN, ИКАО: ZWTN) — аэропорт, обслуживающий Хотан в Синьцзян-Уйгурском автономном районе КНР. Аэропорт расположен в 11,5 километрах к югу от центра города.
Используется в гражданских целях, кроме того предназначен для приёма воздушных судов военного назначения. Аэропорт способен принимать самолёты типа Boeing 747—200 и иные воздушные суда данного класса. Может использоваться в качестве резервной площадки других аэропортов, в том числе Международного аэропорта Урумчи.

## История
Аэропорт был капитально реконструирован в июне 2002 года.